# فابيو إسبينوزا
فابيو إسبينوزا (بالإسبانية: Fabio Espinosa)‏ هو لاعب كرة قدم كولومبي، ولد في 13 يونيو 1948. لعب مع ديبورتيس توليما.

## وصلات خارجية
- فابيو إسبينوزا على موقع أوليمبيديا (الإنجليزية)